# Didymoglossum wesselsboeri
Didymoglossum wesselsboeri är en hinnbräkenväxtart som beskrevs av Ebihara och Dubuisson. Didymoglossum wesselsboeri ingår i släktet Didymoglossum och familjen Hymenophyllaceae. Inga underarter finns listade.

## Bildgalleri

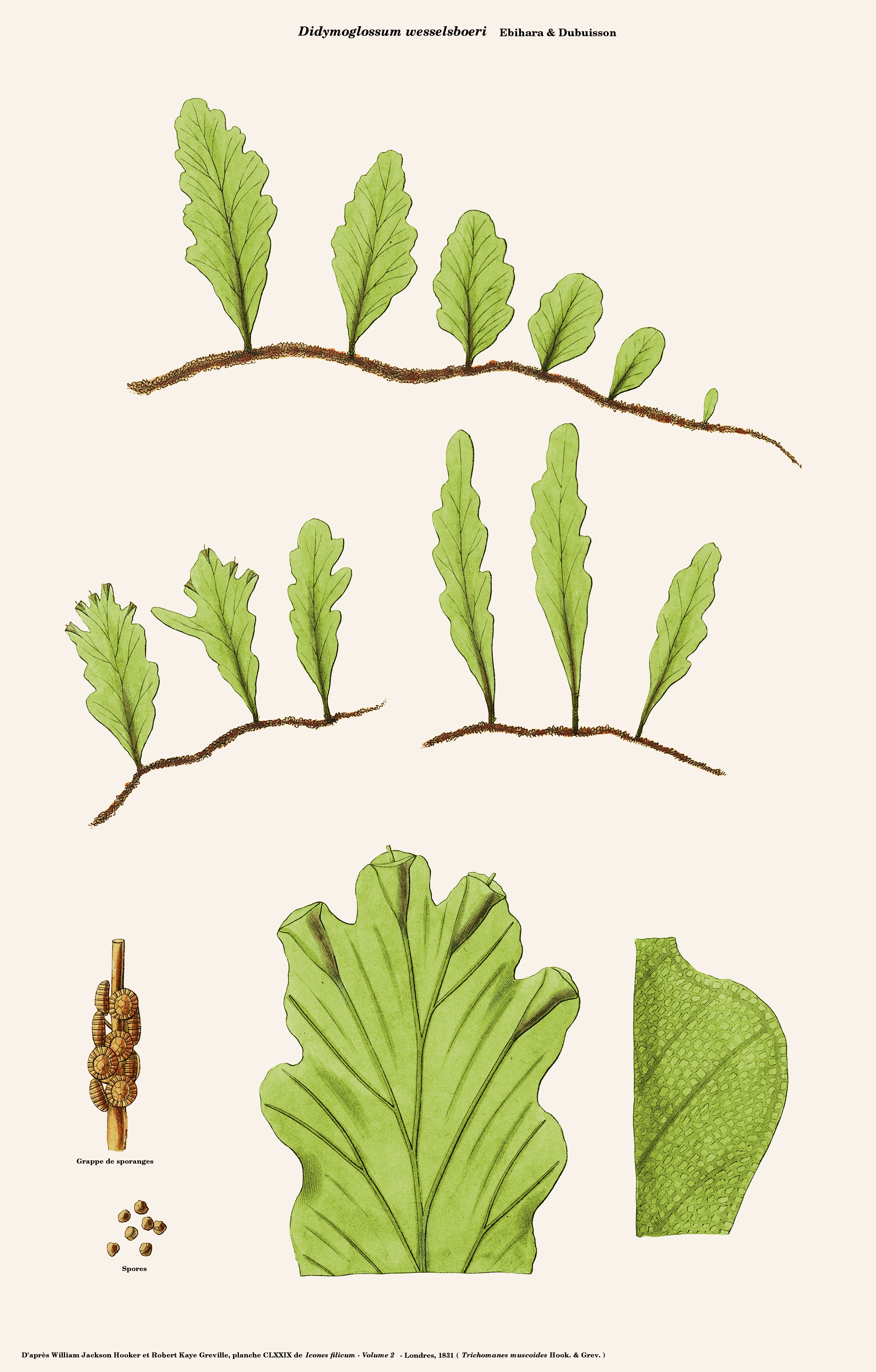
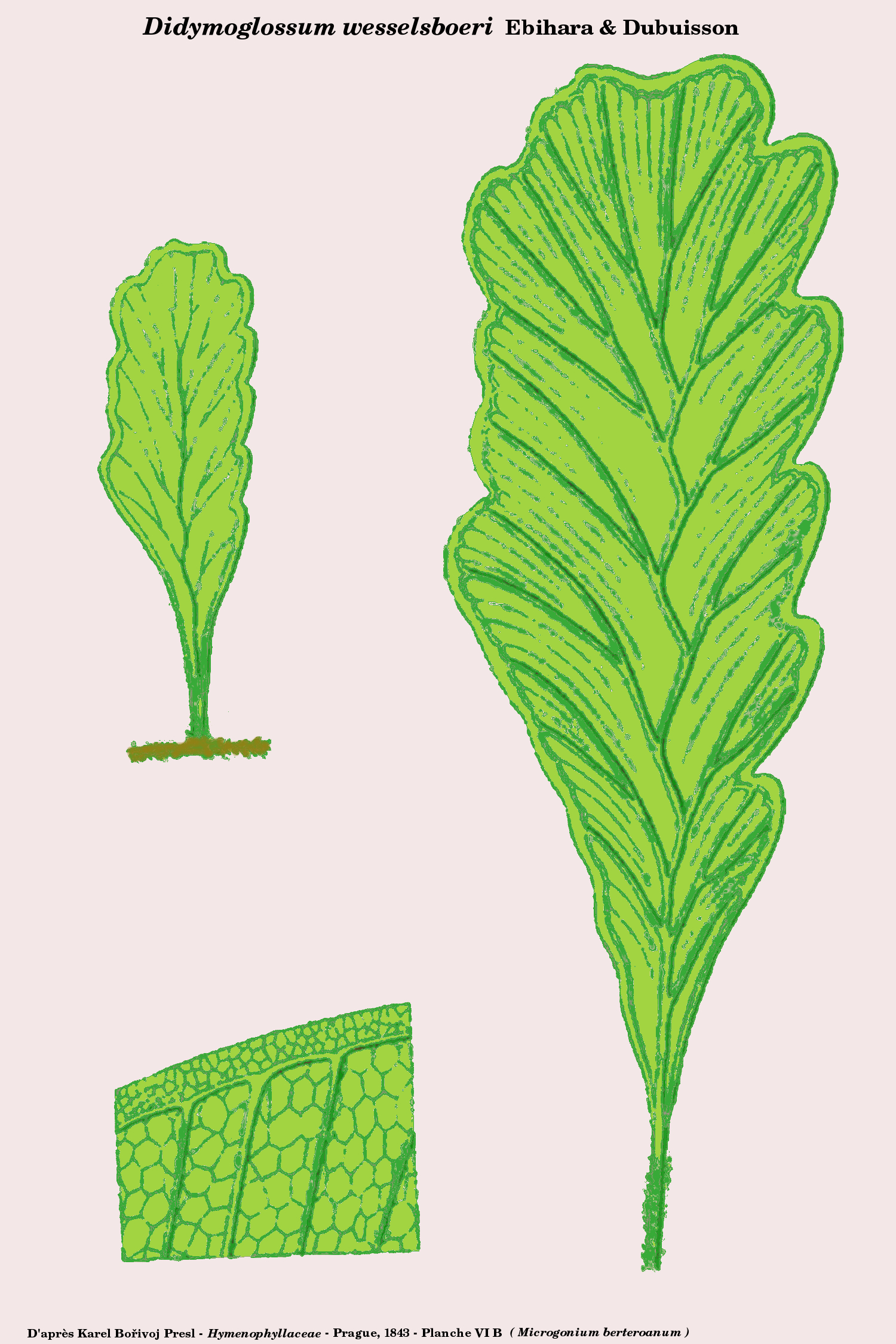